# Virtus Pallacanestro Bologna 1972-1973

## Roster
Norda Bologna 1972-73
- Luigi Serafini (capitano)
- Renato Albonico
- Loris Benelli
- Gianni Bertolotti
- Vittorio Ferracini
- John Fultz
- Pierangelo Gergati
- Mario Martini
- Stefano Ranuzzi
- Massimo Sacco

## Staff Tecnico
- Allenatore:  Nico Messina

## Risultati
- Serie A: 6ª classificata su 14 squadre (12-14)
- Coppa Italia: eliminata agli ottavi di finale